# Производство кукурузы на Кубе

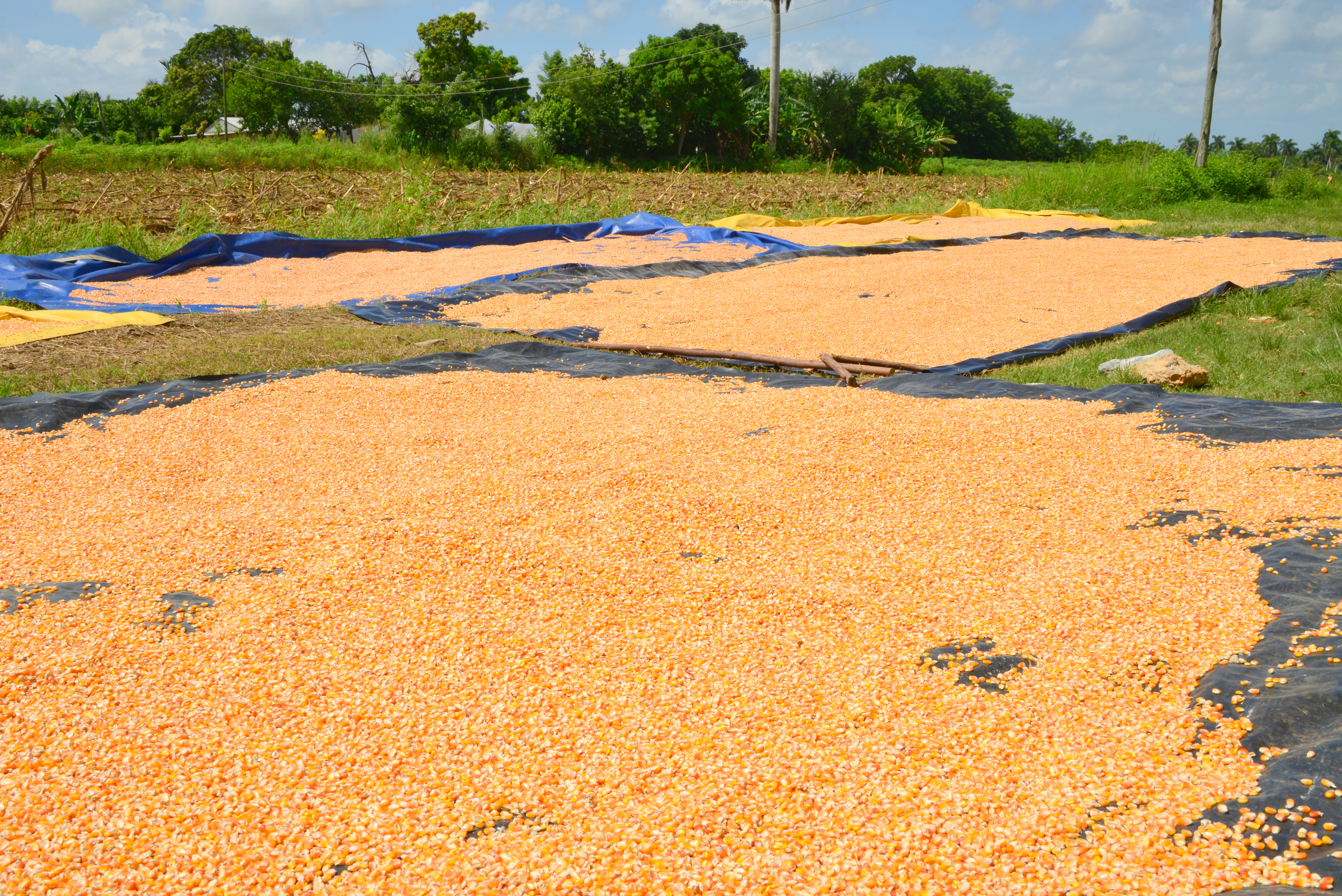
сушка кукурузных зёрен на Кубе (18 июля 2014)

Производство кукурузы на Кубе — составная часть сельского хозяйства Республики Куба.

## История
Кукуруза исторически является одной из главных пищевых культур в стране, и она выращивается не на экспорт, а для внутреннего потребления.

### 1898—1958 годы
По состоянию на начало 1930-х годов Куба представляла собой типичную тропическую полуколониальную страну. Основой экономики являлось монокультурное сельское хозяйство. Основными экспортными товарами были тростниковый сахар и табак (в 1934 году они составляли свыше 90 % объёма экспорта), в меньшей степени — кофе, какао, тропические фрукты (бананы, ананасы, грейпфруты и др.), кокосовые орехи и ценные породы дерева (в частности, красное дерево и испанский кедр). При этом, посевы кукурузы, риса и пшеницы для внутреннего употребления были сравнительно невелики, и не обеспечивали потребности страны в продовольствии (35 % импорта составляли продукты питания).
В дальнейшем, мировой экономический кризис тяжело отразился на экономике страны.
В начале 1950-х годов кукуруза, рис, бобовые, земляной орех, помидоры и бананы были главными продовольственными культурами. В это время Куба по-прежнему оставалась отсталой страной с монокультурным сельским хозяйством, в котором выращивание сахарного тростника в ущерб основным продовольственным культурам заставляло ввозить 35 % потребляемого продовольствия (в том числе, почти целиком — пшеницу, рис и кукурузу). Собственное производство кукурузы было сосредоточено во внутренних районах. Удобрения в сельском хозяйстве практически не применяли. Продовольствие импортировалось из США.
В 1956 году под сахарным тростником было занято 56 % всех обрабатываемых земель сельскохозяйственного назначения, импортировалось 40 % продовольствия.

### 1959—1991 годы
После победы Кубинской революции в январе 1959 года США прекратили сотрудничество с правительством Ф. Кастро и стремились воспрепятствовать получению Кубой помощи из других источников. Власти США ввели санкции против Кубы, а 10 октября 1960 года правительство США установило полное эмбарго на поставки Кубе любых товаров (за исключением продуктов питания и медикаментов).
Поскольку в 1959 году Куба являлась отсталой аграрной страной с преобладанием экстенсивного сельского хозяйства и избытком малоквалифицированной рабочей силы (четверть взрослого населения была неграмотной), используемой сезонно, у республики не было реальных возможностей (необходимых накоплений для капиталовложений, валютных резервов и квалифицированной рабочей силы) для быстрой индустриализации и создания многоотраслевой экономики; в первые годы после революции был взят курс на преимущественное развитие и техническое оснащение традиционных отраслей сельского хозяйства, а также связанных с ним пищевых производств.
Одной из самых важных задач стало обеспечение страны продовольственным зерном. С целью обеспечения продовольственной безопасности страны, была разработана и в 1961 году принята программа по обеспечению населения базовыми продуктами питания (в том числе, кукурузой). 20 февраля 1962 года была создана Академия наук Кубы (в составе которой было создано отделение сельского хозяйства). Также началась механизация сельского хозяйства и увеличение собственного производства удобрений.
Во время Карибского кризиса в октябре 1962 года корабли военно-морского флота США установили военно-морскую блокаду Кубы в виде карантинной зоны в 500 морских миль вокруг берегов Кубы, блокада продолжалась до 20 ноября 1962 года. Имевшее основания опасаться возобновления блокады острова в условиях продолжавшейся «холодной войны», правительство активизировало деятельность по достижению независимости страны от импорта продовольствия.
В начале октября 1963 года на Кубу обрушился ураган «Флора» (один из сильнейших и разрушительных ураганов за всю историю региона), причинивший ущерб сельскому хозяйству. В 1966 году положение в сельском хозяйстве страны осложнилось в связи с ущербом, нанесённым циклонами «Альма» (в июне 1966 года) и «Инес» (в сентябре — октябре 1966 года). Тем не менее, в 1970 году общая площадь сельскохозяйственных угодий под кукурузой составляла 35,9 тыс. га.
Начавшийся в октябре 1973 года топливно-энергетический кризис привёл к росту мировых цен на нефть и нефтепродукты и оказал влияние на сельское хозяйство страны. Общая площадь сельскохозяйственных угодий под кукурузой временно сократилась — до 28,6 тыс. га в 1975 году.
В 1978 году общая площадь сельскохозяйственных угодий под кукурузой составляла 47,6 тыс. га.
В следующие десятилетия хозяйственное значение кукурузы и маниока снизилось (поскольку при содействии СССР и других социалистических стран на Кубе значительно увеличилось выращивание высокопродуктивных сортов картофеля). Кроме того, имело место постепенное увеличение производства маланги.
В 1985 году имело место некоторое сокращение посевных площадей основных сельскохозяйственных культур (главным образом, за счет уменьшения площадей под кормовыми культурами, а также картофелем и овощами открытого грунта), при этом были увеличены площади под кукурузой (с 58 тыс. га до 64 тыс. га), табаком и цитрусовыми. В 1986 году положение в сельском хозяйстве осложнили ураган «Кейт» и начавшаяся засуха 1986—1987 гг. (для преодоления последствий которых капитальные вложения в АПК были увеличены).

### После 1991 года
Распад СССР и последовавшее разрушение торгово-экономических и технических связей привели к ухудшению состояния экономики Кубы в период после 1991 года. Правительством Кубы был принят пакет антикризисных реформ, введён режим экономии.
В октябре 1992 года США ужесточили экономическую блокаду Кубы и ввели новые санкции (Cuban Democracy Act). 12 марта 1996 года конгресс США принял закон Хелмса-Бёртона, предусматривающий дополнительные санкции против иностранных компаний, торгующих с Кубой. Судам, перевозящим продукцию из Кубы или на Кубу, запрещено заходить в порты США.
В 1993—2006 годы кукурузу по-прежнему выращивали, однако основной потребительской сельхозкультурой являлся рис. В 2006 году из 739,6 тыс. тонн собранных зерновых культур рис составлял 434,2 тыс. тонн, а кукуруза — 305,4 тыс. тонн. За счёт собственного производства Куба полностью обеспечивает потребности населения в рисе, кукурузе, фасоли и корнеплодах, однако другие зерновые (пшеница, ячмень и овёс) импортируются.
Начавшийся в 2008 году всемирный экономический кризис и тропические ураганы («Долли» и «Густав» летом 2008 года, «Исаак» в августе 2012 года и «Сэнди» в октябре 2012 года) осложнили положение в сельском хозяйстве страны.
Осенью 2020 года ураган «Эта» нанёс ущерб сельскому хозяйству страны, пострадали 12 культур (в том числе, урожай бананов, табака, кофе, какао, помидоров, фасоли, бониато, маниока, кукурузы и риса). Общая площадь пострадавших кукурузных полей составила 1415 гектаров, в наибольшей степени пострадали кукурузные поля в провинции Сьега-де-Авила.

## Современное состояние
Кукуруза входит в ряд традиционных блюд кубинской кухни и продолжает сохранять значение как резервная продовольственная культура.